# 朱成鈞
隰川莊隱王朱成鈞（？—？），明朝隰川恭僖王朱仕𡑞嫡長子，初封鎮國將軍。

## 家庭

### 妻
- 妃：李氏，生朱聰湵[2]。

### 子孫
- 嫡長子：隰川康肅王朱聰湵，一作「朱聰⿰氵姜」[1][3]，《明史》作「朱聰羕」
- 子：輔國將軍→鎮國將軍朱聰瀡，弘治十二年（1499年）賜誥命冠服[4]，正德二年（1507年），明武宗從朱聰湵請求，增加其歲祿為一千石[5]，嘉靖二十六年（1547年）奪祿三分之二[6]
  - 曾孫：朱廷堬[7]
- 子：輔國將軍→鎮國將軍朱聰潢，弘治十二年（1499年）賜誥命冠服[4]，正德二年（1507年），明武宗從朱聰湵請求，增加其歲祿為一千石[5]
  - 子：輔國將軍朱俊樚[7]，嘉靖年間命管理府事[3]
  - 子：輔國將軍朱俊𣓌，隆慶元年（1567年）命管理府事[8]
    - 子：奉國將軍→庶人朱充𤍐[7]
    - 子：奉國將軍→庶人朱充摭[9]，萬曆二十二年（1594年）革為庶人[10]